# Jugoslovanska hokejska liga 1960/61
Sezona 1960/61 jugoslovanske hokejske lige je bila osemnajsta sezona jugoslovanskega prvenstva v hokeju na ledu, ki je potekala med 7. januarjem in 17. februarjem 1961. Naslov jugoslovanskega prvaka so petič osvojili hokejisti slovenskega kluba HK Jesenice. 

## Končni vrstni red
1. HK Jesenice
2. HK Partizan Beograd
3. HK Crvena Zvezda
4. HK Ljubljana
5. OHK Beograd
6. S.D. Zagreb